# Élections municipales de 2020 à Boulogne-Billancourt
Pour un article plus général, voir Élections municipales françaises de 2020.
Les élections municipales françaises de 2020 à Boulogne-Billancourt  ont lieu le 15 mars 2020.

## Candidats

### Parti communiste, Génération.s, La France insoumise
Le Parti communiste français, La France insoumise, et Génération.s s'unissent pour former une liste commune. Le 10 février 2020, Isabelle Goïtia est désignée tête de liste de la liste Boulogne-Billancourt, solidaire et humaine.

### Europe Écologie Les Verts
À l'automne 2019, le groupe local Europe Écologie Les Verts de Boulogne-Billancourt désigne Pauline Rapilly-Ferniot comme tête de liste.

### Parti socialiste
En janvier 2019, la fédération socialiste des Hauts-de-Seine désigne Judith Shan comme candidate à Boulogne-Billancourt.

### La République en marche
Le 16 janvier 2020, Evangelos Vatzias est nommé tête de liste de La République en marche.

### Divers droite
Le 20 novembre 2019, Antoine de Jerphanion se présente comme candidat divers droite.

### Les Républicains
Le maire sortant, Pierre-Christophe Baguet, membre des Républicains, est candidat à sa réélection. Il est soutenu par son parti, Les Centristes, le Mouvement démocrate, le Mouvement radical, le Parti animaliste, Soyons libres et l'Union des démocrates et indépendants.

### Union populaire républicaine
L'Union populaire républicaine entend présenter comme candidat Franck Rondepierre. Le 28 février, il ne figure pas dans la liste des candidats communiquée : il n’est donc pas candidat.

## Sondages
Le 19 décembre 2019, un sondage place Pierre-Christophe Baguet à 62 % d’intentions de vote , contre 15 % pour une éventuelle candidature de Thierry Solère. Il montre également que le maire sortant jouirait de 70 % d’opinions favorables auprès des Boulonnais, contre 27 % pour le député.

## Résultats
Maire sortant : Pierre-Christophe Baguet (LR)
|                                                |                          |                          |              |              |        |        |  |  |  |
| Tête de liste                                  | Tête de liste            | Liste                    | Premier tour | Premier tour | Sièges | Sièges |  |  |  |
| Tête de liste                                  | Tête de liste            | Liste                    | Voix         | %            | CM     | CC     |  |  |  |
|                                                | Pierre-Christophe Baguet | LR-MoDem-LC-MR-PA-SL-UDI | 14 166       | 56,05        | 45     | 3      |  |  |  |
| Boulogne-Billancourt, la ville plus facile     |                          |                          | 14 166       | 56,05        | 45     | 3      |  |  |  |
|                                                | Antoine de Jerphanion    | DVD                      | 4 023        | 15,91        | 4      | 0      |  |  |  |
| Avec vous, pour Boulogne-Billancourt           |                          |                          | 4 023        | 15,91        | 4      | 0      |  |  |  |
|                                                | Evangelos Vatzias        | LREM-Agir                | 2 426        | 9,59         | 2      | 0      |  |  |  |
| Une nouvelle énergie pour Boulogne-Billancourt |                          |                          | 2 426        | 9,59         | 2      | 0      |  |  |  |
|                                                | Judith Shan              | PS-LRDG-ND-PP-UDE        | 2 035        | 8,05         | 2      | 0      |  |  |  |
| Nous sommes Boulogne                           |                          |                          | 2 035        | 8,05         | 2      | 0      |  |  |  |
|                                                | Pauline Rapilly Ferniot  | EELV-Ecolo-DiEM25        | 1 964        | 7,77         | 2      | 0      |  |  |  |
| L'écologie pour Boulogne-Billancourt           |                          |                          | 1 964        | 7,77         | 2      | 0      |  |  |  |
|                                                | Isabelle Goïtia          | PCF-G.s-FI-DVG           | 659          | 2,60         | 0      | 0      |  |  |  |
| Boulogne-Billancourt Solidaire et Humaine      |                          |                          | 659          | 2,60         | 0      | 0      |  |  |  |
|                                                |                          |                          |              |              |        |        |  |  |  |
| Votes valides                                  | Votes valides            | Votes valides            | 25 273       | 98,63        |        |        |  |  |  |
| Votes blancs et nuls                           | Votes blancs et nuls     | Votes blancs et nuls     | 350          | 1,37         |        |        |  |  |  |
| Total                                          | Total                    | Total                    | 25 623       | 100          | 55     | 3      |  |  |  |
| Abstention                                     | Abstention               | Abstention               | 45 385       | 63,92        |        |        |  |  |  |
| Inscrits / participation                       | Inscrits / participation | Inscrits / participation | 71 008       | 36,08        |        |        |  |  |  |

Résultats par quartiers administratifs 
| Quartier                     | PCF    | EELV    | PS   | LREM    | DVD        | LR     |
| Quartier                     | Goïtia | Rapilly | Shan | Vatzias | Jerphanion | Baguet |
| ---------------------------- | ------ | ------- | ---- | ------- | ---------- | ------ |
| Quartier                     |        |         |      |         |            |        |
| Total                        | 2,6    | 7,8     | 8,1  | 9,6     | 15,9       | 56,1   |
| Parchamp Albert-Khan         | 1,3    | 6,3     | 6    | 11,6    | 17,6       | 57,2   |
| Les Princes - Marmottan      | 1,8    | 7,2     | 5,8  | 9,9     | 15,6       | 59,7   |
| Centre-ville                 | 1,9    | 8,1     | 7,9  | 8,9     | 16         | 57,2   |
| Silly-Gallieni               | 2,7    | 7,6     | 7,6  | 9,8     | 18         | 54,4   |
| République Point-du-Jour     | 3,1    | 8,5     | 9,6  | 9,4     | 13,7       | 55,6   |
| Billancourt - Rives-de-Seine | 4,3    | 8,2     | 10,8 | 9,2     | 16,6       | 50,9   |